# Bisdom Uruguaiana
Het bisdom Uruguaiana (Latijn: Dioecesis Uruguaianensis) is een rooms-katholiek bisdom met als zetel Uruguaiana, in Brazilië. Het bisdom is suffragaan aan het aartsbisdom Santa Maria.

## Geschiedenis
Het bisdom werd opgericht op 15 augustus 1910, uit delen van het aartsbisdom Porto Alegre, en was ook suffragaan aan het aartsbisdom Porto Alegre. Op 13 april 2011 veranderde het van kerkprovincie en werd suffragaan aan het nieuw verheven aartsbisdom Santa Maria. 

## Parochies
Het bisdom had in 2020 een oppervlakte van 35.439 km2 en telde 514.000 inwoners waarvan 74,5% rooms-katholiek was.

## Bisschoppen
- Hermeto José Pinheiro (12 mei 1911 - 3 november 1941)
- José Newton de Almeida Baptista (10 juni 1944 - 5 januari 1954)
- Luiz Felipe de Nadal (9 mei 1955  - 1 juli 1963)
- Augusto Petró (12 maart 1964 - 5 juli 1995)
- Pedro Ercílio Simon (5 juli 1995 - 16 september 1998)
- Ângelo Domingos Salvador (26 mei 1999 - 27 juni 2007)
- Aloísio Alberto Dilli (27 juni 2007 - 13 juli 2016)
- José Mário Scalon Angonese (31 mei 2017 - heden)

Santa Maria (aartsbisdom) · Cachoeira do Sul · Cruz Alta · Santa Cruz do Sul · Santo Ângelo · Uruguaiana